# José Evaristo da Cruz Gouveia
José Evaristo da Cruz Gouveia (? — ?) foi um político brasileiro.
Foi presidente da província da Paraíba, de 13 de abril a 17 de outubro de 1871, de 23 de abril a 25 de junho de 1872, e de 20 de setembro a 17 de outubro de 1873.